# Décès en 1200
Décès
- 1196
- 1197
- 1198
- 1199
- 1200
- 1201
- 1202
- 1203
- 1204

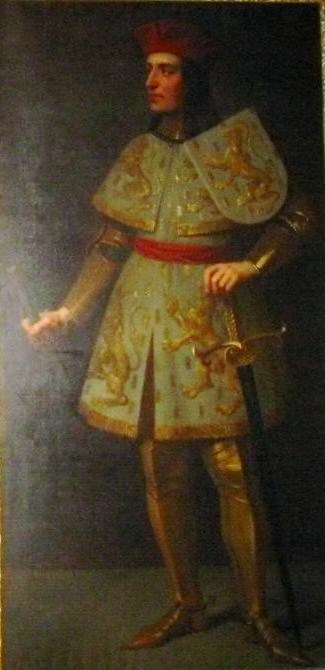
Othon Ier de Bourgogne, mort en 1200.

Cette page dresse une liste de personnalités mortes au cours de l'année 1200 :
- Adachi Morinaga, guerrier du clan Adachi qui combattit pour Minamoto no Yoritomo face au clan Taira lors de la guerre de Gempei.
- Ala ad-Din Tekish, Khwârazm-Shah.
- Alix de Lorraine, fille de Mathieu Ier, duc de Lorraine, et de Judith de Hohenstaufen.
- Anastasie de Serbie, princesse consort de la principauté de Serbie (en).
- Chand Bardai (en), poète lauréat.
- Christine Stigsdatter de Hvide, reine de Suède et de Finlande, épouse du roi Charles VII de Suède.
- Saint Conus (en), moine bénédictin.
- Jean Doukas, aristocrate byzantin.
- Duan Zhixing (en), roi du Royaume de Dali.
- Ephraïm de Bonn, tossafiste rhénan.
- Gérard, cardinal français.
- Guillemette de Montpellier, dame de la noblesse de Languedoc.
- Gruffudd ap Cynan ab Owain Gwynedd (en), petit-fils du roi Owain Gwynedd.
- Impératrice Han (en).
- Mkhitar de Her, médecin, physiologiste et astronome arménien.
- Gilbert Hérail, maître de l'ordre du Temple.
- Hugues d'Avalon, évêque français.
- Inpu Mon In no Daifu, poétesse et courtisane japonaise.
- Jean Ier de Roucy, comte de Roucy.
- Jean d'Oxford (en), évêque de Norwich
- Kajiwara Kagesue, samouraï japonais au service du clan Minamoto pendant la guerre de Genpei.
- Kagetoki Kajiwara, samouraï de la fin de l'ère Heian.
- Sigurd Lavard, prince royal norvégien.
- Impératrice Li Fengniang (en), impératrice chinoise.
- Liu Wansu, médecin chinois.
- Mercadier, guerrier aquitain.
- Niccolò Scolari, cardinal italien.
- Odo de Canterbury (en), théologien.
- Odo de Novara, moine de l'ordre des Chartreux.
- Osbern de Gloucester, moine bénédictin, lexicographe et théologien.
- Otton Ier de Bourgogne, comte palatin de Bourgogne et comte de Luxembourg.
- Simeone Paltinieri, cardinal italien.
- Saint Raymond de Plaisance (en), religieux.
- Tello Pérez de Meneses (en), magnat castillais.
- Rotrou du Perche, évêque de Châlons-sur-Marne.
- Shahanshah (en), 22e Chirvanchah.
- Song Guangzong, douzième empereur de la dynastie Song.
- Heinrich Walpot, premier Grand maître de l'ordre Teutonique.
- William FitzRalph (en), grand Shérif de Nottingham, Derbyshire et des forêts royales.
- Zhu Xi, lettré de la dynastie Song du Sud qui devient l'un des plus importants néoconfucianistes en Chine.

- 2 février : Albert de Cuyck, prince-évêque de Liège.
- 8 avril : Adalbert de Bohême, archevêque de Salzbourg.
- 23 avril[1] : Zhu Xi, historien et philosophe (né en 1130).
- 25 mai : Nicolas Ier de Mecklembourg, coseigneur du Mecklembourg.
- 19 septembre : Albéric II de Dammartin, seigneur de Lillebonne, en Normandie.
- 25 octobre : Conrad Ier de Wittelsbach, cardinal et archevêque de Mayence.
- 19 décembre: Roland de Galloway, baron écossais et connétable héréditaire d'Écosse.
- 21 décembre : Gilbert Hérail - 12e Grand Maître des Templiers (après Robert IV de Sablé), au début de la quatrième croisade.

## Crédit d'auteurs
- Cet article est partiellement ou en totalité issu de l'article intitulé « 1200 » (voir la liste des auteurs).